# مارک روگه
مارک روگه (انگلیسی: Marc Roguet؛ زادهٔ ۲۹ مارس ۱۹۳۳) سوارکار پرش اهل فرانسه است.